# Michael Witlatschil
Michael Witlatschil (* 28. Januar 1953 in Südfelde) ist ein deutscher Bildhauer.

## Leben und Werk
Michael Witlatschil wurde 1953 in Westfalen geboren. Er studierte von 1973 bis 1977 an der Staatlichen Akademie der Bildenden Künste Karlsruhe bei Emil Schumacher und Horst Egon Kalinowski. Von 1979 bis 1981 setzte er sein Studium an der Kunstakademie Münster bei Timm Ulrichs fort. Seit 1978 sind die ersten freistehenden, destabilen Skulpturen entstanden, mit denen er bekannt geworden ist. Michael Witlatschil ist Mitglied im Deutschen Künstlerbund. Er lebt in Schwetzingen.

Witlatschils Werke, die aus stabilen Eisenpfählen bestehen, die auf angeschrägten Spitzen stehen, versetzen den Betrachter in Staunen und veranlassen ihn, nach einem Trick zu suchen, der diese wackelige Angelegenheit zu einem feststehenden Objekt macht. Die Balance, das Verhältnis von Gewicht, Last, Zug und Druck ist für Witlatschil von grundsätzlicher Bedeutung. Die Skulpturen stehen, nachdem Witlatschil sie, in Konzentration und Ruhe, selbst im Ausstellungsraum aufgebaut hat, in einem Schwebezustand zwischen Gleichgewicht und festem Stand.

„Das Glas dient dazu, ihnen eine absolut gerade Fläche zu geben […] Das ist ja gerade das Besondere an den Plastiken von Michael Witlatschil, dass sie nur durch ihre Balance und das Eigengewicht auf vergleichbar winzigen Standflächen, besser: Standpunkten stehen, solange man sie nicht berührt und aus dem Gleichgewicht bringt!“

## Ausstellungen (Auswahl)

### Einzelausstellungen
- 1974 Galerie Schillerstrasse Karlsruhe
- 1984 Michael Witlatschil–Annunziazione Museum Abteiberg, Mönchengladbach
- 1985 Witlatschil Skulpturen Westfälischer Kunstverein, Münster
- 1995 Michael Witlatschil Museum Wiesbaden, Wiesbaden

### Gruppenausstellungen
- 1979 Grosse Münchner Kunstausstellung, Haus der Kunst, München
- 1983 Westdeutscher Künstlerbund, Osthaus Museum Hagen, Hagen
- 1985 Elementarzeichen. Urformen visueller Information Staatliche Kunsthalle Berlin
- 1987 documenta 8, Kassel
- 1994 Künstlerförderung Stiftung Vordemberge-Gildewart Museum Wiesbaden, Wiesbaden
- 1995 Körper–Leib–Raum Skulpturenmuseum Glaskasten, Marl
- 1996 Die Waage des Cusanus, Innenhof der Universität Heidelberg[4]
- 1996 Unterwegs, Absprung–Ehemalige stellen aus Kunsthalle Recklinghausen, Recklinghausen
- 2000 Jürgen Liefmann–Michael Witlatschil Kunstverein Peschkenhaus, Moers
- 2001 8. Triennale Kleinplastik, Fellbach
- 2005 Ein Arkadien der Moderne: Villa Romana Neues Museum Weimar, Weimar
- 2005 Sammel–Leidenschaften Weserburg Museum für moderne Kunst, Bremen[5]
- 2005 mit offenem Ende Kunsthalle Recklinghausen,  Recklinghausen
- 2006 Körper–Leib–Raum Märkisches Museum (Witten)
- 2011 Ansichten VI–Simulation QuadrART Dornbirn, Dornbirn
- 2015 extra muros: Voor(bij) woorden, Museum van Hedendaagse Kunst Antwerpen, Antwerpen[6][7]

## Auszeichnungen
- 1982: Förderpreis für Skulptur und Objekt (Kunstverein Münster)
- 1983: Villa Romana Stipendium in Florenz
- 1984: Förderpreis Glockengasse
- 1991/92: Deutsche Akademie Rom Villa Massimo in Rom
- Arbeitsstipendium Kunstfonds Bonn
- Vordemberge-Gildewart-Preis